# Natália de Córdova
Natália ou Sabagota (Córdova, c. 825 — Córdova, 27 de julho de 852), como era chamada, é uma da santas da Igreja Católica. Por se ter convertido à fé cristã, sofreu o martírio durante a perseguição muçulmana em Córdova em 852. É uma dos Mártires de Córdova.
Ela e seu marido Aurélio haviam-se convertido ao cristianismo, o qual praticavam na clandestinidade juntamente com seus familiares Félix e Liliana (Liliosa). Certo dia Aurélio testemunha o martírio de um cristão, o que levá-lo-ia a passar a professar abertamente a sua fé; no seguimento do que, Natália, Aurélio, Félix e Liliana, juntamente com um monge chamado Jorge, foram condenados à morte e executados.